# Opération Matador
Ne doit pas être confondu avec Bataille d'Al Qaim.
Opération Matador est le 56e roman de la série SAS, écrit par Gérard de Villiers et publié en 1979 aux éditions Plon. Comme tous les SAS parus au cours des années 1970, le roman a été édité lors de sa publication en France à 100 000 exemplaires.
L'action du roman se déroule courant 1979, en Californie (jusqu'à la page 100 environ) puis Hawaï (de la page 100 à la page 245 environ).

## Résumé
Les États-Unis ont localisé un sous-marin nucléaire soviétique qui a récemment coulé. L'« Opération Matador » a été mise en place : il s'agit, dans le plus grand secret, d'envoyer sur les lieux du naufrage un navire américain spécialisé, de remonter le sous-marin, de le ramener dans une base navale américaine pour l'examiner de manière approfondie. Le roman débute par l'attaque, en Californie, d'un agent de la CIA (Roy Stockton) et de son épouse par un commando de quatre bandits, qui ordonnent à Stockton de leur remettre un document ultra-secret placé dans son coffre-fort. Stockton faisant mine de refuser, les bandits, à tour de rôle, violent Mme Stockton en la sodomisant. Ne pouvant voir sa femme subir ces assauts sexuels répétés, Stockton obtempère et ouvre le coffre-fort. Une fois en possession des documents (qui concernent l'Opération Matador), le chef du commando tue froidement le couple Stockton. 
David Wise, le chef des opérations secrètes de la CIA, appelle Malko Linge en urgence. Il faut absolument retrouver le commanditaire du double assassinat, récupérer les documents volés et les photocopies éventuellement faites, enfin tuer ce commanditaire et ses sbires. Mais très rapidement, la CIA est contactée par les bandits : ils rendront les documents volés si une somme de cinq millions de dollars leur est remise. David Wise accepte et charge Malko de remettre la rançon. L'échange documents secrets / rançon se fait sans difficulté, et les documents originaux sont donc restitués.
Mais Wise ordonne à Malko de débuter tout de même son enquête : jusqu'à nouvel ordre, l'Opération Matador est stoppée et l'on doit impérativement savoir si les services secrets soviétiques, ou chinois, ou de n'importe quel pays, sont au courant de cette opération secrète, d'autant plus que le président des États-Unis est Jimmy Carter et que l'on sort à peine de la contestation des activités de la CIA après l'affaire du Watergate. Malko obtient la communication de centaines de fiches de personnes ayant eu connaissance de l'Opération Matador. Aucune d'entre elles ne retient son attention, à l'exception de celle d'une belle jeune femme, Mandy Brown, qui a « le regard d'une pute ». Malko demande un complément d'information sur cette femme. On apprend qu'elle avait été engagée dans un cadre contractuel par Roy Stockton ! N'aurait-elle pas été sa maîtresse ? Mandy Brown aurait-elle contacté des services secrets étrangers ? Malko procède à une enquête de voisinage, et notamment entre en contact avec la co-locataire de Mandy, Diana Hogg. Il apprend que Mandy a été entraîneuse dans une boîte de nuit, qu'elle s'est prostituée, mais qu'elle a quitté la Californie depuis quelques mois pour suivre un homme riche dont elle serait tombée amoureuse. 
L'enquête progresse, et l'on apprend que l'homme riche en question est Louis Siegel, un mafieux de 56 ans, ancien spécialiste du racket en Californie, qui a refait sa vie à Honolulu, dans « l'industrie » de la culture de la marijuana. Sur ces entrefaites, Diana Hogg est assassinée, ce qui tend à montrer à Malko qu'il est sur la bonne voie. Malko, Chris Jones et Milton Brabeck se rendent donc à Hawaï. Dès son arrivée Malko, avec l'aide des agents de la DEA locale, poursuit son enquête. Il est contacté par Louis Siegel, qui avoue être le commanditaire de l'opération commando visant à s'emparer des documents secrets. Il n'avait pas ordonné l'assassinat du couple Stockton, mais ses hommes de main ont fait du zèle : leur mort entre dans le cadre des dommages collatéraux, ce n'était pas personnel. Il est impressionné de voir que la CIA l'a si vite retrouvé. Malko est abasourdi par tant de cynisme. Le message de Louis Siegel à la CIA est simple : le « deal » a eu lieu, il promet de ne jamais rien révéler des documents secrets à d'autres services secrets (il reconnaît être en possession de doubles), en contrepartie la CIA s'engage à ne pas attenter à sa vie et à le laisser tranquille. Malko le quitte et transmet le message à David Wise. Celui-ci charge Malko de retrouver les copies des documents, ce qui permettrait de reprendre l'esprit serein l'Opération Matador interrompue, mais aussi de liquider ultérieurement Siegel. 
Malko entre en contact avec Mandy qui, terrorisée par le vieux mafieux, lui révèle que Siegel a confié le double des documents à son avocat et homme de confiance, Sydney Weiser. Malko, Chris et Milton vont voir celui-ci au restaurant, puis l'accompagnent à son bureau. Malko ordonne à Sydney Weiser de lui remettre les documents et menace de le tuer. Weiser fait mine d'ouvrir le coffre-fort, en sort un revolver et s'apprête à tuer Malko, lorsque Milton Brabeck riposte et abat l'avocat. Malko trouve dans le coffre-fort les documents recherchés ; les trois hommes quittent les lieux sans être inquiétés. Plus tard, lorsque Louis Siegel apprend la mort de son homme de confiance, il accuse Mandy d'avoir fait des révélations à Malko, mais Mandy parvient à plaider efficacement son innocence. Le lendemain, Siegel doit livrer de la drogue à des mafieux américains, et doit recevoir une forte somme d'argent en contrepartie. Il ignore que Malko, Chris et Milton ont piégé son entrepôt : quand les destinataires de la drogue viennent en prendre livraison, ils sont tués par une explosion. Malko revient voir Louis Siegel à son parcours de golf : il lui révèle que la CIA ne le craint plus, et que les mafieux vont sans doute le tuer. Effectivement, les mafieux arrivent et le tuent. 
Mandy, enfin débarrassée de Siegel, a pu prendre la fuite en compagnie de Malko, tout en gardant avec elle l'argent de la drogue, s'élevant à trois millions de dollars. Malko et ses deux amis exécutent les quatre membres du commando qui avaient assassiné les Stockton. On apprend que l'Opération Matador va pouvoir être reprise. La dernière page du roman montre Mandy ayant eu des relations sexuelles avec Malko, sur un lit tapissé de dollars ; pour la première fois de sa vie elle a eu un orgasme (« l'orgasme le plus cher du monde : trois millions de dollars », remarque Malko).

## Autour du roman
Malko retrouvera Mandy Brown l'année suivante, dans Carnage à Abu Dhabi.